# Championnat de Belgique féminin de handball 2011-2012
Navigation
2010-2011 2012-2013
La saison 2011-2012 du Championnat de Belgique féminin de handball est la 40e saison de la plus haute division belge de handball. La première phase du championnat la phase classique oppose les dix meilleurs clubs de Belgique en une série de dix-huit rencontres puis de six à dix matchs durant les play-offs.

## Organisation du championnat
La saison régulière est disputée par 10 équipes jouant chacune l'une contre l'autre à deux reprises selon le principe des phases aller et retour. Une victoire rapporte 2 points, une égalité, 1 point et, donc une défaite 0 point.
Après la saison régulière, les quatre équipes les mieux classées s'engagent dans les play-offs. Ceux-ci constituent en un nouveau championnat où les quatre équipes s'affrontent en phase aller-retour mais lors duquel l'équipe classée première de la saison régulière part avec 4 points, le second, 3, le troisième, 2, le quatrième, 1.
Ces quatre équipes s'affrontent dans le but de pouvoir terminer premier et donc de se qualifier pour la coupe EHF.
Pour ce qui est des six dernières équipes de la phase régulière, elles s'engagent quant à elles dans les play-downs. Il s'agit là aussi d'une compétition normale en phase aller-retour mais pour laquelle le premier de ces play-downs commence avec 6 points, le second, 5, le troisième, 4, le quatrième, 3, le cinquième, 2 et le sixième avec 1 points.

## Saison régulière

### Classement
|    | Équipe                 | Pts | J  | G  | N | P  | Bp  | Bc  | Diff | Dép |
| -- | ---------------------- | --- | -- | -- | - | -- | --- | --- | ---- | --- |
| 1  | HC Rhino               | 32  | 18 | 16 | 0 | 2  | 536 | 424 | 112  | -   |
| 2  | Fémina Visé Handball   | 32  | 18 | 16 | 0 | 2  | 576 | 404 | 172  | -   |
| 3  | HB Sint-Truiden        | 26  | 18 | 13 | 0 | 5  | 580 | 456 | 124  | -   |
| 4  | Initia HC Hasselt      | 23  | 18 | 11 | 1 | 6  | 532 | 492 | 40   | -   |
| 5  | DHW Antwerpen T        | 22  | 18 | 11 | 0 | 7  | 522 | 483 | 39   | -   |
| 6  | DHT Middelkerke-Izegem | 16  | 18 | 8  | 0 | 10 | 423 | 504 | -81  | -   |
| 7  | HC Eynatten-Raeren     | 13  | 18 | 6  | 1 | 11 | 444 | 482 | -38  | -   |
| 8  | Achilles Bocholt       | 9   | 18 | 4  | 1 | 13 | 420 | 548 | -128 | -   |
| 9  | DHC Waasmunster        | 5   | 18 | 2  | 1 | 15 | 441 | 518 | -77  | -   |
| 10 | DHC Meeuwen            | 2   | 18 | 1  | 0 | 17 | 342 | 505 | -163 | -   |

|   | Qualification aux playoffs  |
|   | Participation aux playdowns |
| T | Tenant du titre 2011        |
| P | Promu de titre 2010-2011    |

## Play-offs

### Classement
|   | Équipe               | Pts | J | G | N | P | Bp  | Bc  | Diff |  | Résultats (dom.\ext.) | Visé  | Rhin. | St-T  | Init  |
| - | -------------------- | --- | - | - | - | - | --- | --- | ---- |  | --------------------- | ----- | ----- | ----- | ----- |
| 1 | Fémina Visé Handball | 14  | 6 | 5 | 0 | 1 | 157 | 115 | 42   |  | Fémina Visé Handball  |       | 25-27 | 24-23 | 31-15 |
| 2 | HC Rhino             | 10  | 6 | 3 | 1 | 2 | 142 | 150 | -8   |  | HC Rhino              | 18-30 |       | 27-27 | 28-18 |
| 3 | HB Sint-Truiden      | 9   | 6 | 3 | 1 | 2 | 157 | 137 | 20   |  | HB Sint-Truiden       | 19-24 | 30-21 |       | 26-20 |
| 4 | Initia HC Hasselt    | 1   | 6 | 0 | 0 | 6 | 107 | 161 | -54  |  | Initia HC Hasselt     | 13-23 | 20-21 | 21-32 |       |

|   | Qualification pour la finale de D1 |
|   | Match pour la 3e place             |
| T | Tenant du titre 2011               |
| P | Promu 2011                         |

### Match pour la troisième place
| Date                        | Équipe visité   | Score | Équipe visiteur   |
| --------------------------- | --------------- | ----- | ----------------- |
| Dimanche 13 mai 2012, 17h00 | HB Sint-Truiden | 37-26 | Initia HC Hasselt |

### Finale
Le vainqueur de cette finale est sacré champion de Belgique et est qualifier au premier tour de la Coupe de l'EHF. Le championnat est remporté par le Fémina Visé Handball aux dépens du club du HC Rhino.
| Date & Heure       | Équipe recevante     | Score | Équipe visiteuse     |
| ------------------ | -------------------- | ----- | -------------------- |
| 18 mai 2012, 20h15 | HC Rhino             | 17-28 | Fémina Visé Handball |
| 25 mai 2012, 20h15 | Fémina Visé Handball | 23-18 | HC Rhino             |

## Play-downs

### Classement
Les playdowns sont un mini-championnat opposant en matches aller-retour les quatre dernières équipes de la saison régulière du championnat. Avant le début des playdowns les équipes reçoivent un bonus de points en fonction de leur classement en saison régulière : le cinquième reçoit six points, le sixième reçoit cinq points, le septième reçoit quatre points, le huitième reçoit trois points, le neuvième deux points et le dixième reçoit un point.